# Pákistánská kuchyně

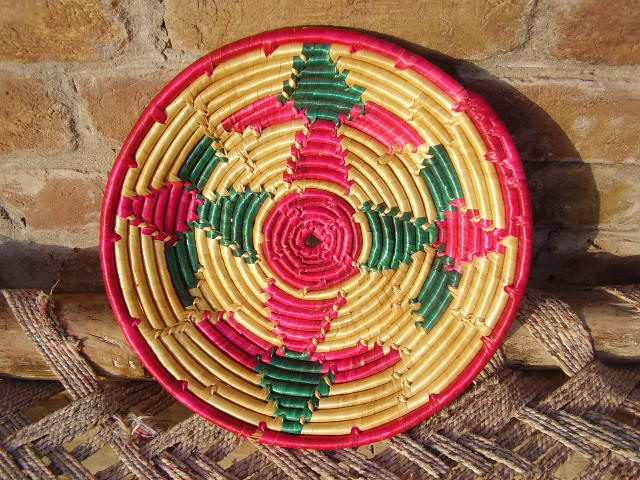
Dřevěný talíř na čapatí paňdžábského a sindhského stylu

Pákistánská kuchyně (urdsky پاکستانی پکوان‎) je v mnoha ohledech podobná indické kuchyni, byla ale ovlivněna také perskou kuchyní nebo kuchyní střední Asie. V Pákistánu žije mnoho národů a liší se i jejich kuchyně, takže se i pákistánská kuchyně liší v jednotlivých regionech.
Základem pákistánského jídla obvykle bývá zelenina nebo maso přelitá pikantní omáčkou, podávaná s pákistánským chlebem a salátem.
Mezi nejdůležitější suroviny používané v pákistánské kuchyni patří rýže (především basmati), luštěniny, zelenina, maso, jogurt, ghí a koření. Mezi používané suroviny patří také meruňky, kterých se pěstuje mnoho druhů a které se často suší. V pákistánské kuchyni se využívají i meruňková jádra.

## Koření
Pákistánská jídla jsou typicky aromatická a pikantní. Mezi používaná koření patří nepálský kardamom, zelený kardamom, skořice, hřebíček, muškátový oříšek, pepř, římský kmín, chilli, kurkuma, zázvor nebo bobkový list. Velmi populární je také kořenící směs garam masála.
V provincii Paňdžáb je populárním kořením také koriandr.

## Příklady pákistánských pokrmů
Příklady pákistánských pokrmů:
- Chléb patří mezi základní potraviny. V Pákistánu se vyrábí více druhé chleba, nejčastěji tyto:[5][6]
  - Naan, placky z kynutého chleba
  - Roti, nekynuté placky z mouky atta
  - Paratha, chléb podobný roti, na rozdíl od roti je ale vrstvený a jemnější
  - Čapatí, velmi tenký chléb podobný mexické tortille
- Biryani, kořeněný pikantní rýžový pokrm se zeleninou a masem[7]
- Šiš kebab, grilované špízy z mletého masa[8]
- Šami kebab, grilované placky ze směsi masa, cizrny a vejce[9]
- Tikka, grilované marinované kousky kuřecího masa[10]
- Dal, kaše z čočky
- Různé druhy kari

### Dezerty
- Chalva[1][2]
- Gulab jamun, smažený tvarohový dezert kulatého tvaru[11]
- Zmrzlina, výrobou zmrzliny je proslulé severopákistánské město Pešávar[12]

Na výrobu různých dezertů a džemů se často v Pákistánu používají moruše

## Příklady pákistánských nápojů
Příklady pákistánských nápojů:
- Populární je čaj, který se pije velmi silný a slazený
- Lasí, studený nápoj z jogurtu nebo mléka. Existuje jak sladká tak i slaná verze.
- Šťáva z cukrové třtiny
- Pakola, kolový nápoj[14]

Konzumace alkoholických nápojů je v Pákistánu zakázaná, výjimkou mají některé licencované bary a hotely.

## Regionální kuchyně

### Balúčistán
Kuchyně Balúčistánu je bližší íránské kuchyni. Mezi nejpopulárnější Balúčské pokrmy patří například jehněčí špízy, kuře plněné rýží nebo dampukht (maso pomalu vařené v tuku).

### Paňdžáb
Kuchyně Paňdžábu je blízká indické kuchyni (především pak kuchyni indického Paňdžábu). Paňdžábské pokrmy se často připravují v tandúru. Jedním z nejpopulárnějších paňdžábských pokrmů je máslové kuře, kuřecí maso v kari omáčce. Mezi další paňdžábské pokrmy patří masala channa, což je pokrm z cizrny okořeněný kořenící směsí garam masála nebo paneer tikka, což je spíš ze sýru paneer.

### Paštunská kuchyně
Kuchyně Paštunů (národa žijícího na severu Pákistánu) je velmi blízká afghánské kuchyni. Na rozdíl od ostatních kuchyní Pákistánu se paštunská vyznačuje jídly, která nejsou pikantní. Mezi nejpopulárnější paštunské pokrmy patří kábulské pulao (varianta rýžového pilafu s rozinkami a mrkví) nebo mantu (knedlíčky plněné masem).

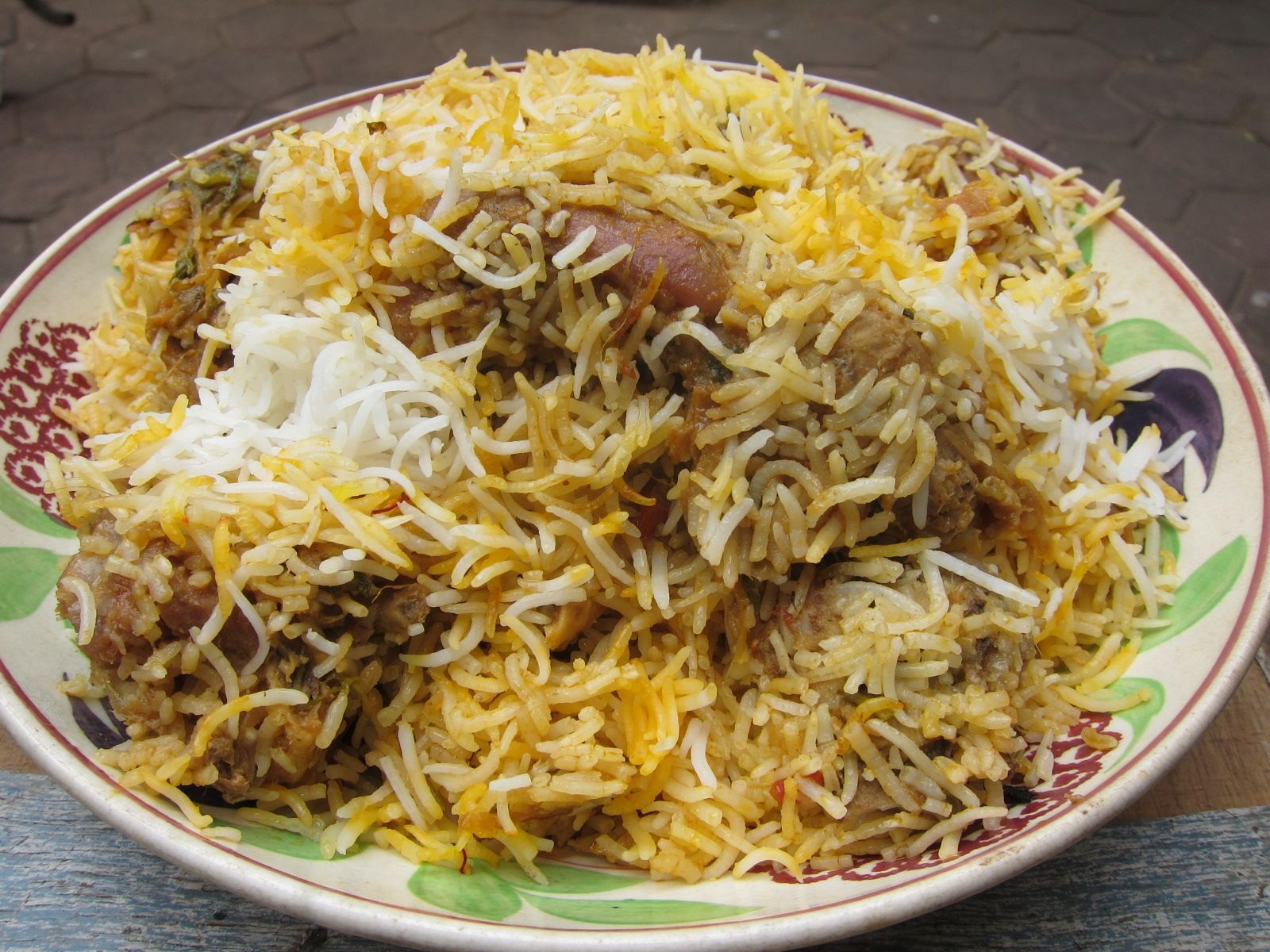
Biryani
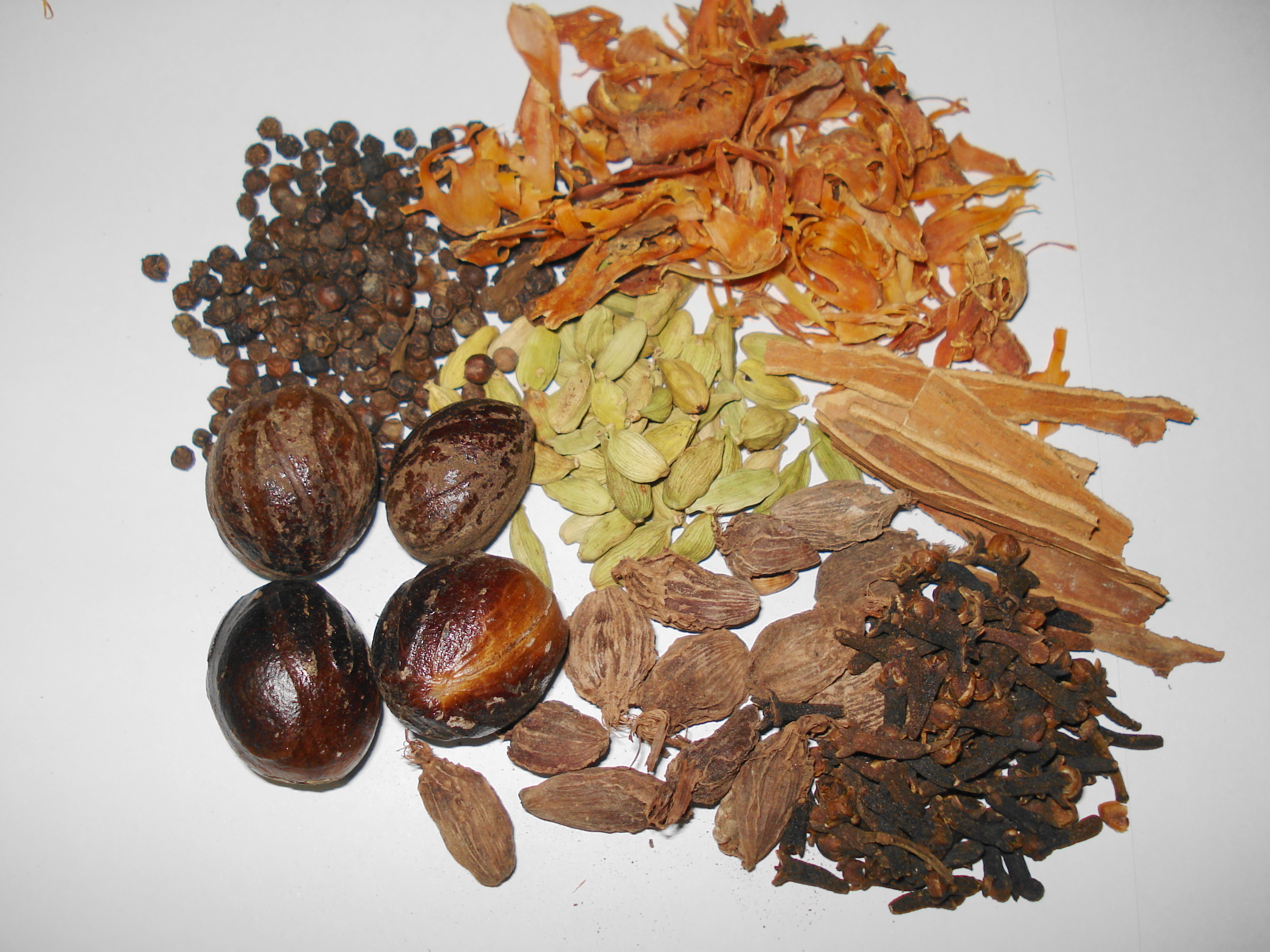
Směs koření používaná na výrobu kořenící směsi garam masála
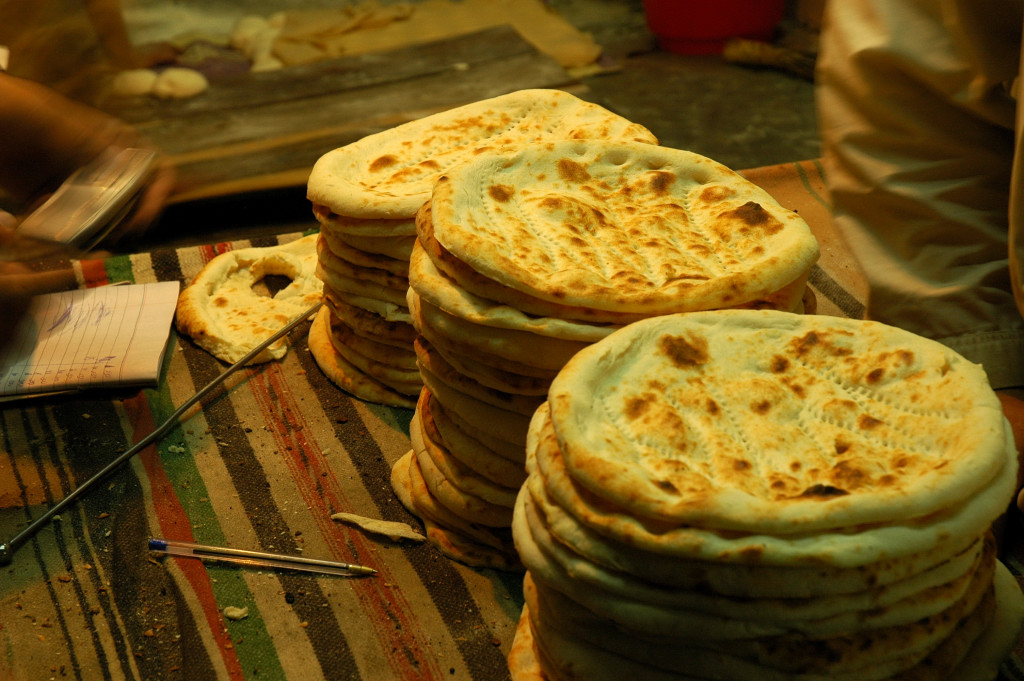
Chleby naan pečené v tandúru
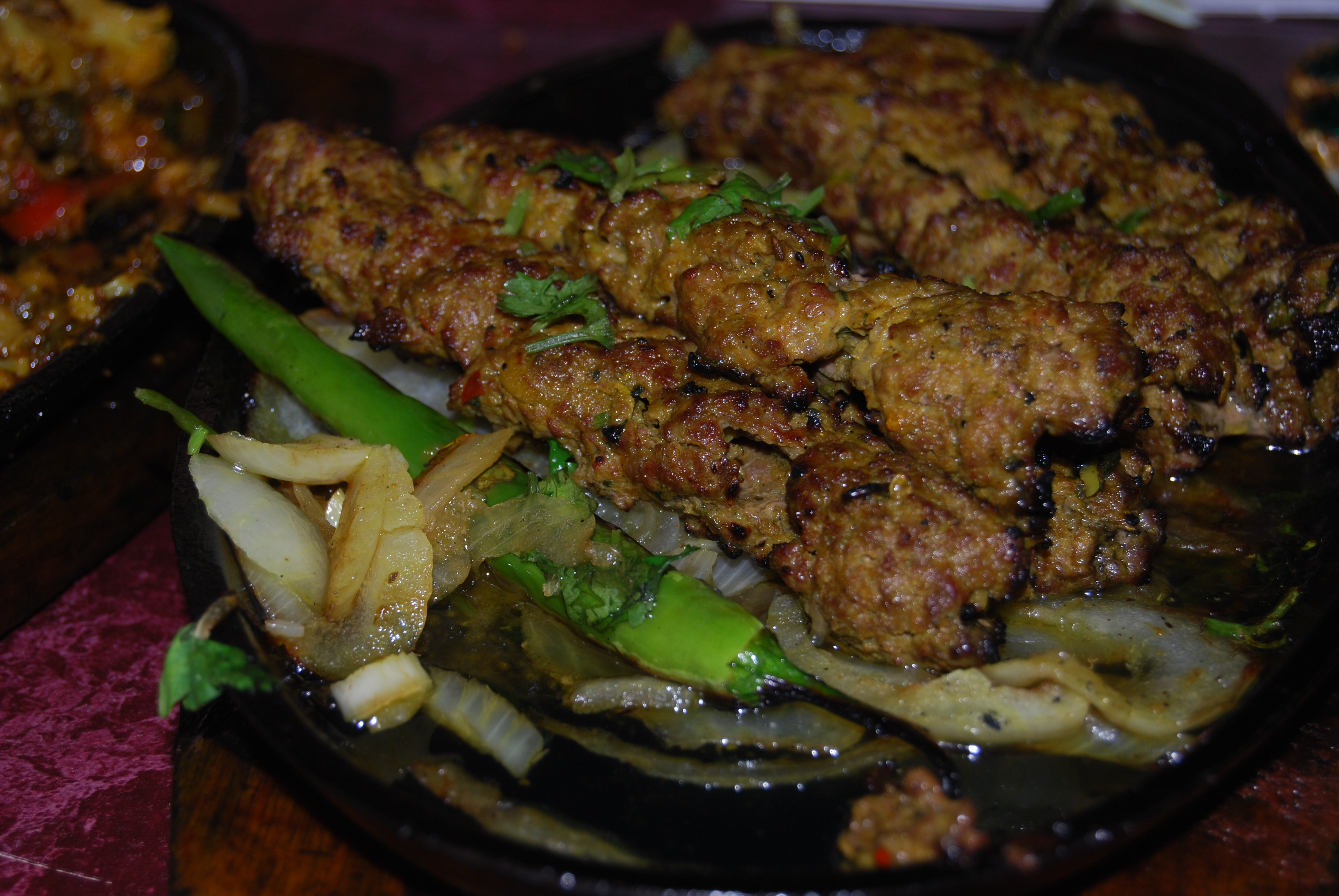
Šiš kebab
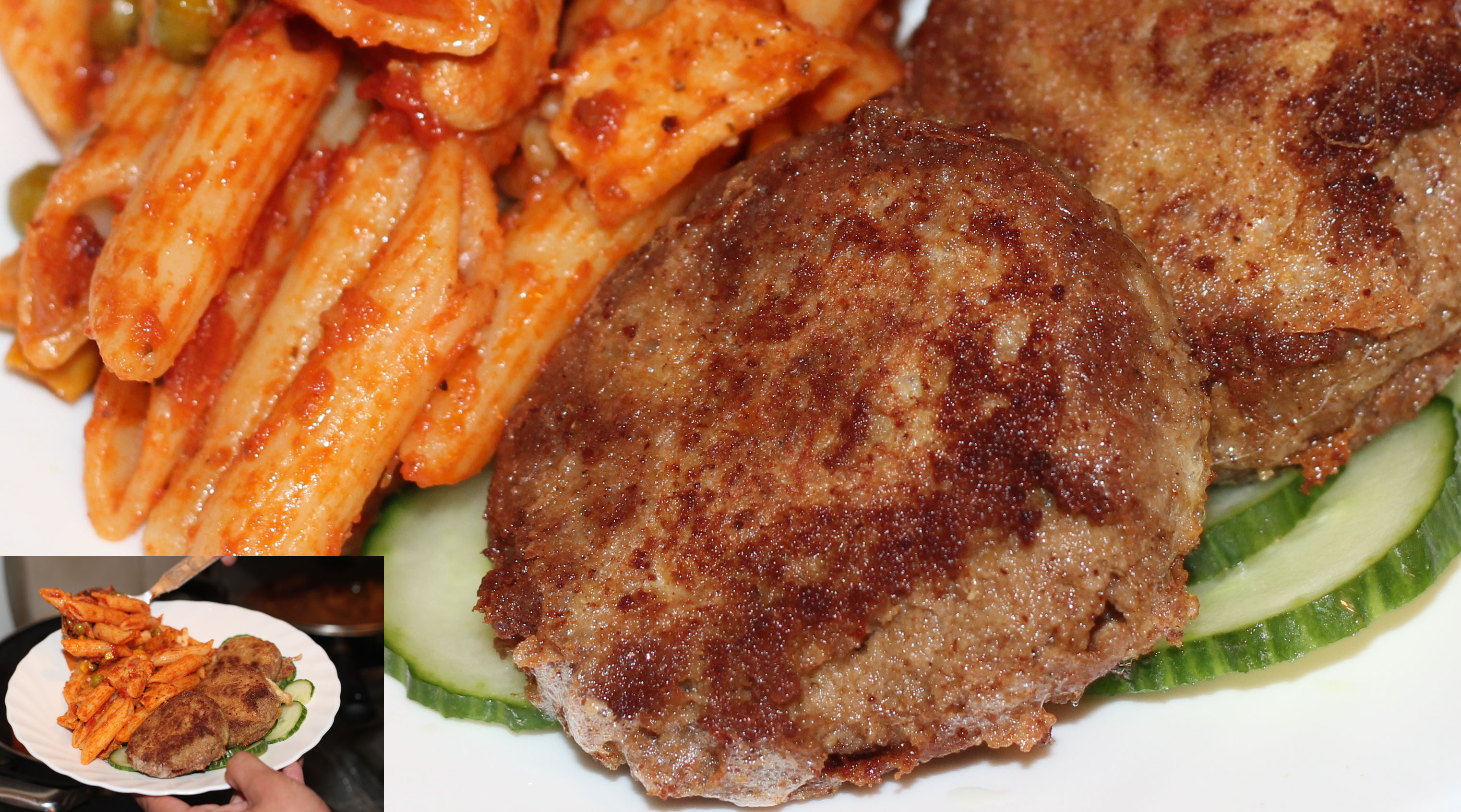
Šami kebab s těstovinami
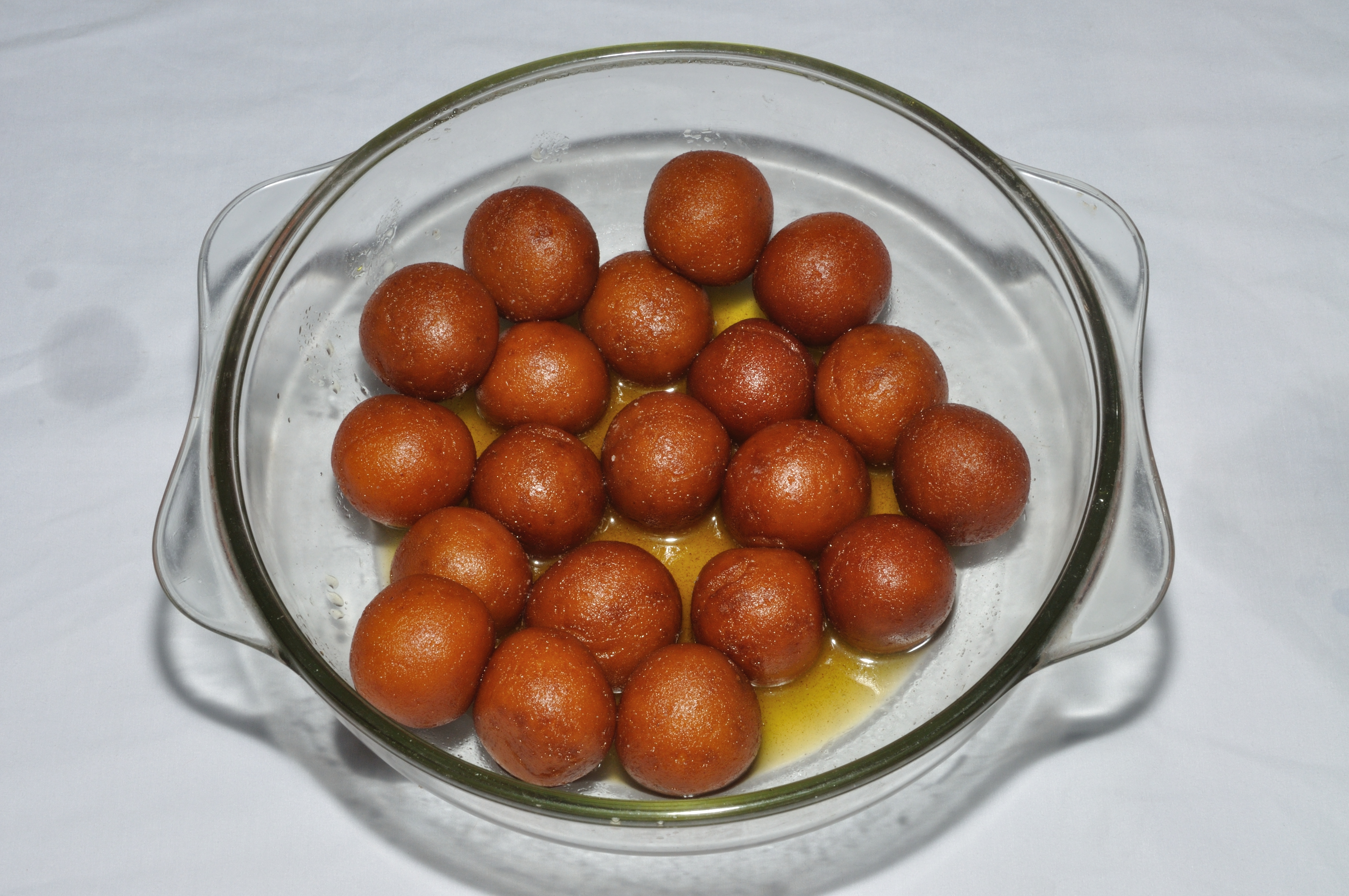
Gulab jamun
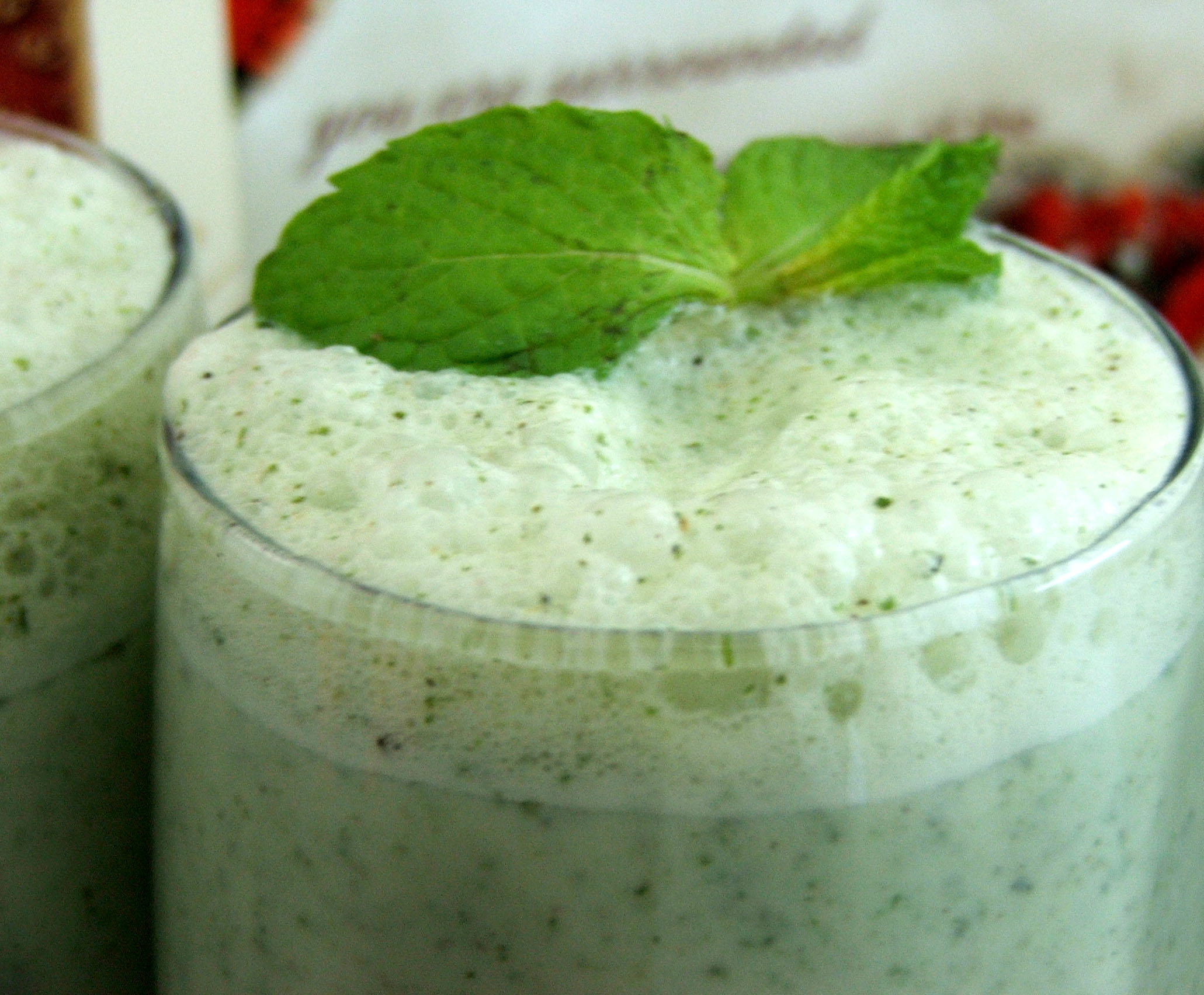
Mátové lasí
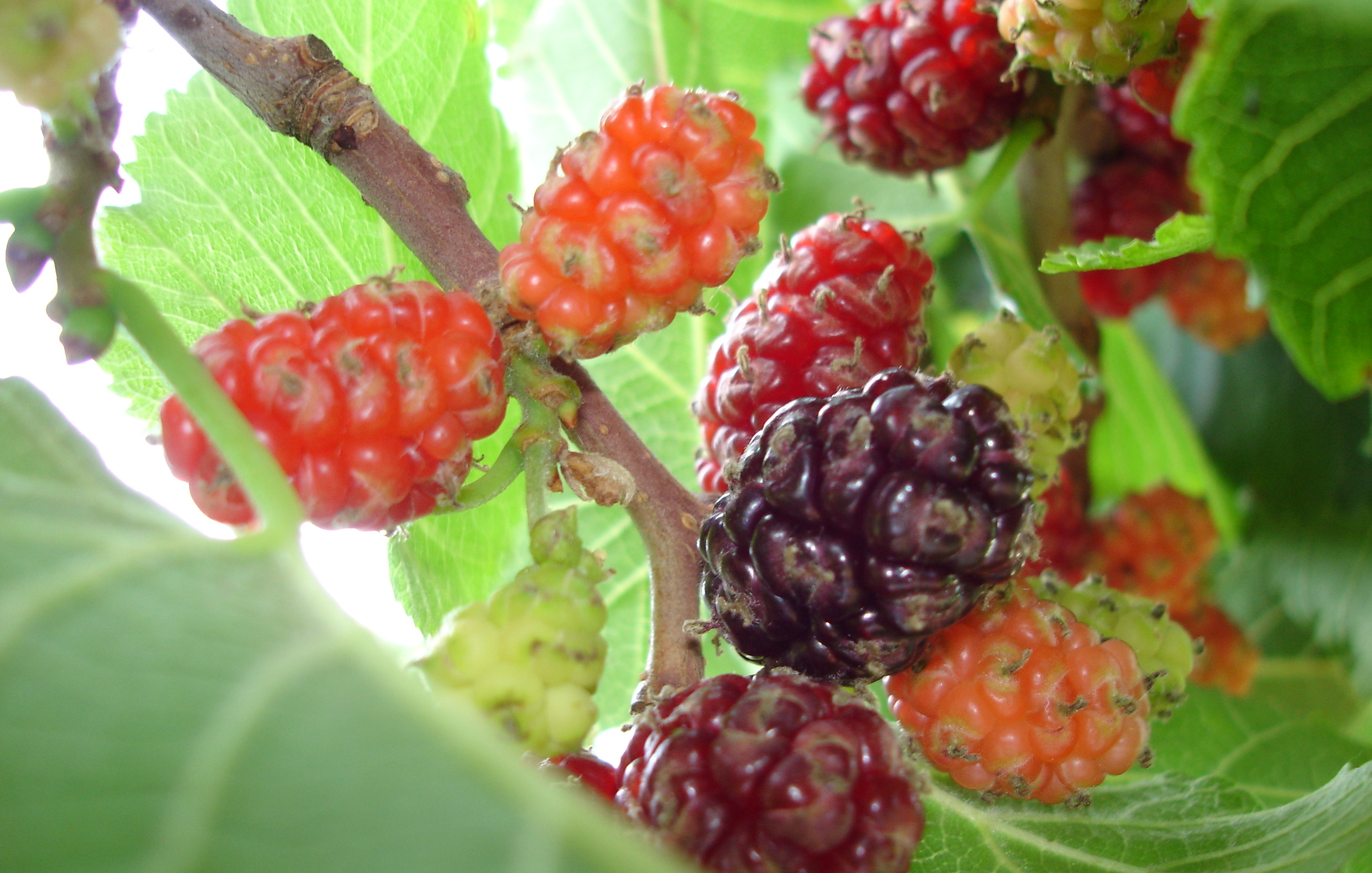
Plody moruše
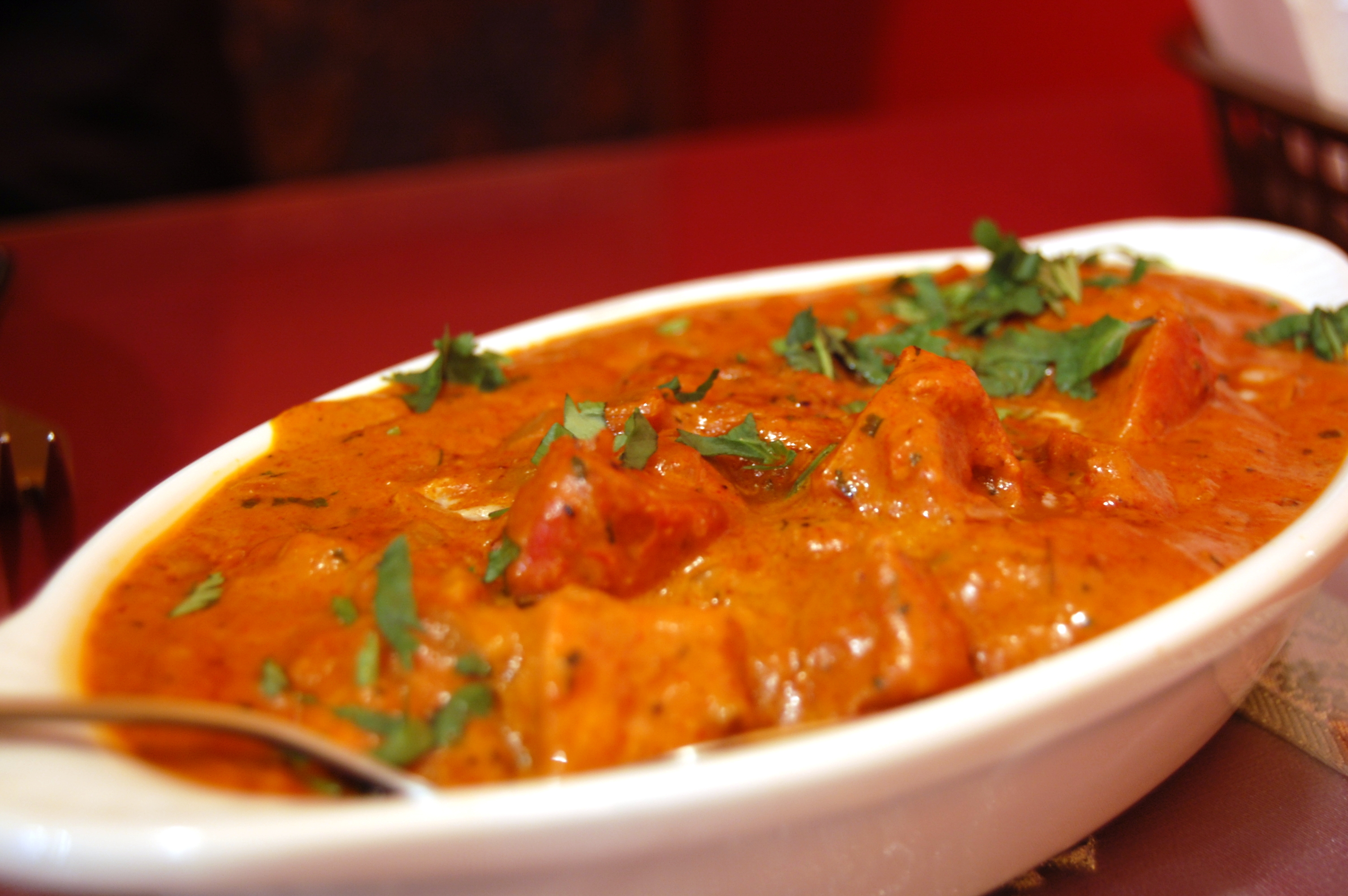
Máslové kuře
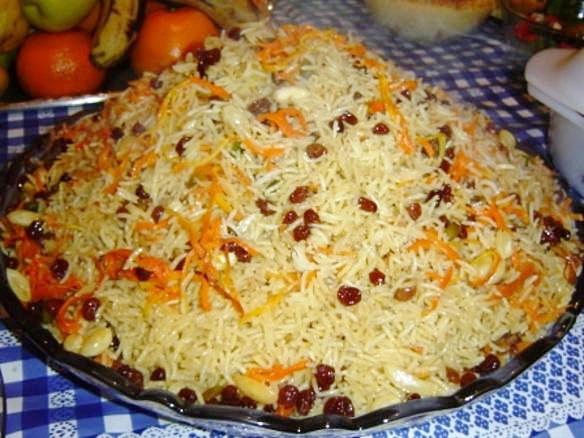
Kábulské pulao